# Giuseppe Torretto

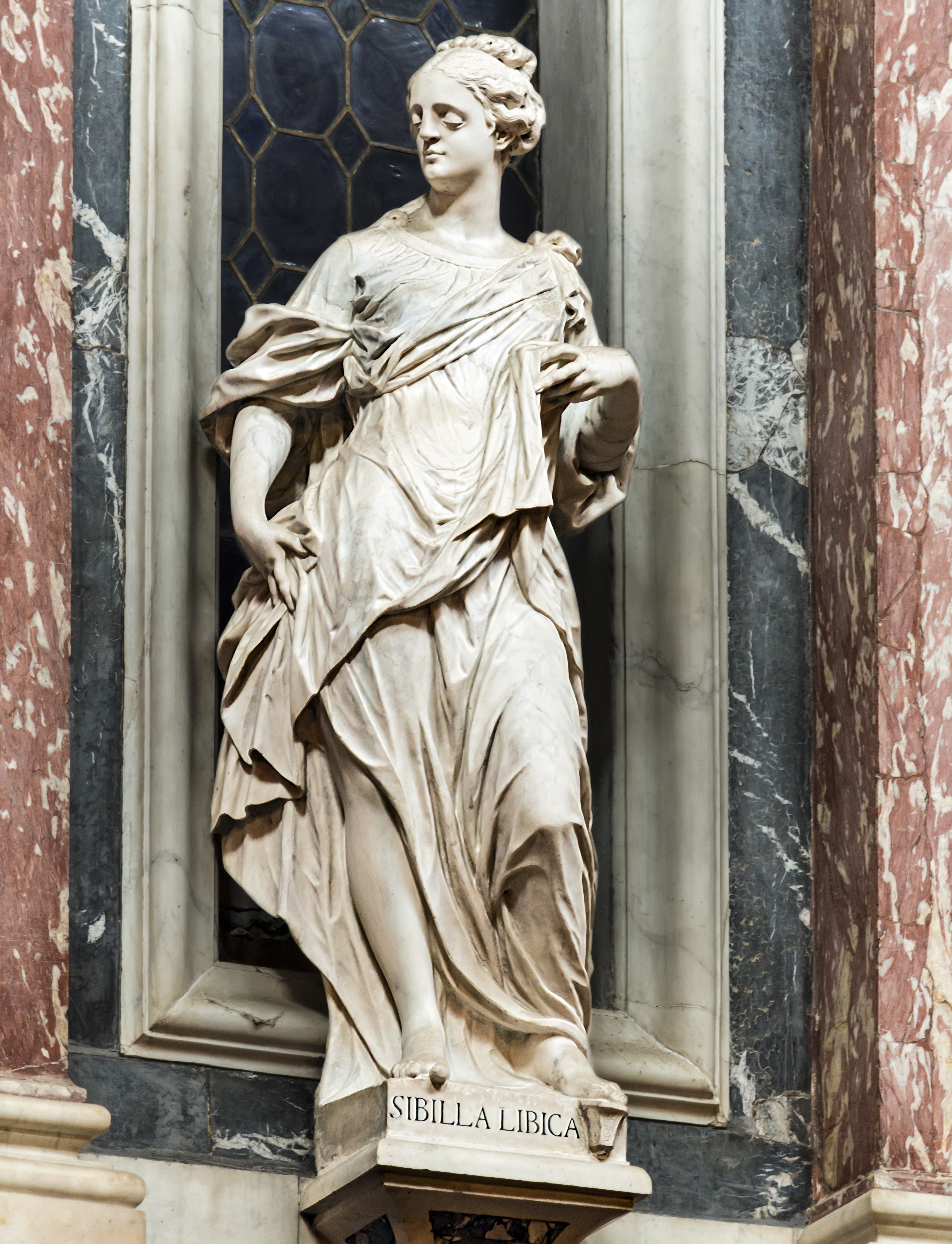
A Sibila da Líbia, por Giuseppe Torretto, na Igreja Santa Maria degli Scalzi, em Veneza.

Giuseppe Torretto ou Torretti (Pagnano, 1661 - Veneza, 1743) foi um escultor da Itália. Trabalhou na região do Vêneto e deixou obras em várias igrejas. Educou vários outros escultores, e foi um dos prmeiros mestres de Antonio Canova.  